# Xã Rock Island, Quận Rock Island, Illinois
Xã Rock Island (tiếng Anh: Rock Island Township) là một xã thuộc quận Rock Island, tiểu bang Illinois, Hoa Kỳ. Năm 2010, dân số của xã này là 17.776 người.